# تفجير بلدوين 2009
تفجير بلدوين 18 يونيو 2009 هو تفجير استهدف فندق المدينة في مدينة بلدوين مركز محافظة هيران ما أسفر عن مقتل 57 شخصا وإصابة 307 آخرين. 

## الهجوم
في 18 يونيو 2009 حوالي الساعة 10:30 صباحًا بالتوقيت المحلي توجهت سيارة تويوتا مفخخة إلى فندق المدينة. وتم رصد السيارة المفخخة قبل وصولها إلى مدخل فندق المدينة، في الوقت الذي كان وزير الأمن الوطني عمر حاشي آدم على وشك مغادرة الفندق، وعبرت السيارة المفخخة مدخل الفندق واصطدمت بسيارات متوقفة قبل انفجارها.  ما أسفر عن خسائر في الأرواح والممتلكات، ووصلت حصيلة القتلى إلى 57 شخصًا في حين وصلت الإصابات إلى 307. 

## الضحايا
استهدف التفجير عددا من المسؤولين، بينهم سفراء ووزراء وقادة عسكريون وشيوخ عشائر. 
ومن ضمن المسؤولين الذين قتلوا في الحادث:
- عمر حاشي آدم - وزير الداخلية والأمن الوطني الصومالي[7]
- عبد الكريم فارح لقنيو- سفير صومالي سابق لدى إثيوبيا والاتحاد الأفريقي
- محمد عبدي يرو- عقيد في القوات المسلحة الصومالية
- محمد بري فيدو - عقيد في القوات المسلحة الصومالية
- عمر حسن طودي- عقيد في القوات المسلحة الصومالية
- يوسف حسين - عقيد في القوات المسلحة الصومالية

## المسؤولية
تبنت حركة الشباب مسؤولية الحادث حسب تصريح للمتحدث الرسمي للحركة علي محمود راجي (طيري) 